# Playground Psychotics
Playground Psychotics es un álbum doble en vivo de Frank Zappa y The Mothers of Invention.  En un principio fue lanzado en 1992 a través de pedido por correo, gracias a Barking Pumpkin, aunque fue reeditado en 1995 a través de Rykodisc. El álbum contiene grabaciones de Zappa y su banda, de Mothers of Invention, en su época con Flo & Eddie (1970–71), en la época de la grabación de la película 200 Motels. El material en directo de Playground Psychotics se entremezcla con piezas de conversaciones entre miembros de la banda grabadas durante las giras, además de contener tres secciones conceptuales:: A Typical Day on the Road, Part 1, un collage de diálogos que aparece en el primer disco; A Typical Day on the Road, Part 2, que da comienzo al segundo disco y The True Story of 200 Motels, al final del mismo. El álbum también incluye una sesión de grabación en directo con John Lennon y Yōko Ono; de la cual aparece una mezcla alternativa en el álbum de Lennon Some Time in New York City de 1972.

## Lista de canciones
Todas las canciones compuestas por Frank Zappa, excepto donde se indique lo contrario.

### Disco 1
A Typical Day on the Road, Part 1 consta de las pistas 1 a 11. De la pista 22 a la 26 fueron grabadas en Fillmore East, Nueva York el 6 de junio de 1971.
1. "Here Comes the Gear, Lads" – 1:00
2. "The Living Garbage Truck" – 1:20
3. "A Typical Sound Check" – 1:19
4. "This Is Neat" – 0:23
5. "The Motel Lobby" – 1:21
6. "Getting Stewed" – 0:55
7. "The Motel Room" – 0:29
8. "Don't Take Me Down" – 1:11
9. "The Dressing Room" – 0:24
10. "Learning "Penis Dimension"" – 2:02
11. "You There, with the Hard On!" – 0:25
12. "Zanti Serenade" (Ian Underwood, Don Preston, Zappa) – 2:40
13. "Divan" – 1:46
14. "Sleeping in a Jar" – 1:30
15. "Don't Eat There" – 2:26
16. "Brixton Still Life" – 2:59
17. "Super Grease" (Mothers of Invention, Zappa) – 1:39
18. "Wonderful Wino" (Jeff Simmons, Zappa) – 4:52
19. "Sharleena" – 4:23
20. "Cruisin' for Burgers" – 2:53
21. "Diphtheria Blues" (Mothers of Invention) – 6:19
22. "Well" (Walter Ward) – 4:43
23. "Say Please" (John Lennon, Yoko Ono, Zappa) – 0:57
24. "Aaawk" (Lennon, Ono, Zappa) – 2:59
25. "Scumbag" (Lennon, Ono, Howard Kaylan, Zappa) – 5:53
26. "A Small Eternity with Yoko Ono" (Lennon, Ono) – 6:07

- Nota: Una mezcla alternativa de la 22 a la 26, a veces con distintos títulos, aparecen en el álbum de John Lennon y Yōko Ono, Sometime in New York City.

### Disco 2
A Typical Day on the Road, Part 2 comprime las pista de 1 a 10; The True Story of 200 Motels comprime entre la 20 y la 31.
1. "Beer Shampoo" – 1:39
2. "Champagne Lecture" – 4:29
3. "Childish Perversions" – 1:31
4. "Playground Psychotics" – 1:08
5. "The Mudshark Interview" – 2:39
6. "There's No Lust in Jazz" – 0:55
7. "Botulism on the Hoof" – 0:47
8. "You Got Your Armies" – 0:10
9. "The Spew King" – 0:24
10. "I'm Doomed" – 0:25
11. "Status Back Baby" – 2:49
12. "The London Cab Tape" (Mothers of Invention) – 1:24
13. "Concentration Moon, Part One" – 1:20
14. "The Sanzini Brothers" (Underwood, Mark Volman, Kaylan) – 1:33
15. "It's a Good Thing We Get Paid to Do This" – 2:45
16. "Concentration Moon, Part Two" – 2:04
17. "Mom & Dad" – 3:16
18. "Intro to Music for Low Budget Orchestra" – 1:32
19. "Billy the Mountain" – 30:25
20. "He's Watching Us" – 1:21
21. "If You're Not a Professional Actor" – 0:23
22. "He's Right" – 0:14
23. "Going for the Money" – 0:12
24. "Jeff Quits" – 1:33
25. "A Bunch of Adventures" – 0:56
26. "Martin Lickert's Story" – 0:39
27. "A Great Guy" – 0:30
28. "Bad Acting" – 0:10
29. "The Worst Reviews" – 0:20
30. "A Version of Himself" – 1:02
31. "I Could Be a Star Now" – 0:36